# Kariba (vattendrag i Burundi, Kayanza)
Kariba är ett vattendrag i Burundi.   Det ligger i provinsen Kayanza, i den centrala delen av landet, 70 kilometer nordost om huvudstaden Bujumbura.
Omgivningarna runt Kariba är en mosaik av jordbruksmark och naturlig växtlighet. Runt Kariba är det tätbefolkat, med 442 invånare per kvadratkilometer.